# اس‌اواس. تایتانیک
اس‌اواس. تایتانیک (به انگلیسی: S.O.S. Titanic) فیلمی تلویزیونی محصول سال ۱۹۷۹ و به کارگردانی ویلیام هالی است. در این فیلم بازیگرانی همچون دیوید جانسن، کلوریس لیچمن، سوزان سن جیمز، دیوید وارنر، ایان هولم، هلن میرن، هری اندروز، بورلی راس، رابرت پیو، نورمن روسینگتون، اد بیشاپ، اوبری موریس، مج راین، مالکوم استادِرد و فیلیپ استون ایفای نقش کرده‌اند.